# Port lotniczy Wabush
Port lotniczy Wabush (IATA: YWK, ICAO: CYWK) – port lotniczy położony 1.9 na północny wschód od Wabush, w prowincji Nowa Fundlandia i Labrador, w Kanadzie.